# 矛腹银斑蛛
矛腹银斑蛛（学名：Argyrodes sagnaus）为球蛛科银斑蛛属的动物，俗名佐贺银斑蛛。分布于日本、俄罗斯以及中国大陆的吉林、甘肃等地，生活于山上近树根处。该物种的模式产地在日本。